# Przysłop (Grupa Wielkiej Raczy)
Przełęcz Przysłop (940 m) – przełęcz w Beskid Żywiecko-Kisuckim pomiędzy szczytami Wielkiej Rycerzowej (1226 m) i Świtkowej (1082 m)/> (na mapie Geoportalu pomiędzy przełęczą Przysłop a Wielką Rycerzową jest jeszcze szczyt Przysłop). Przełęcz Przysłop oddziela także Grupę Oszusa (na wschodzie) od Grupy Wielkiej Raczy (na zachodzie). Grzbietem, na którym znajduje się przełęcz, przebiega granica polsko-słowacka oraz Wielki Europejski Dział Wodny. Północno-wschodnie stoki przełęczy opadają do doliny potoku Cicha i należą do polskiej miejscowości Soblówka, południowo-zachodnie do doliny Vychylovki i należą do słowackiej miejscowości Nová Bystrica.
Przełęcz Przysłop znajduje się w paśmie górskim, które według regionalizacji fizycznogeograficznej Jerzego Kondrackiego należy do Beskidu Żywieckiego, według słowackiej regionalizacji jednak oddziela ona położone po jej zachodniej stronie Beskidy Kysuckie (Grupa Wielkiej Raczy) od Beskidów Orawskich (Grupa Oszusa). W polskiej regionalizacji w 2018 r. utworzono nowy region – Beskid Żywiecko-Kisucki.
Przełęcz znajduje się w granicach miejscowości Soblówka w województwie śląskim, w powiecie żywieckim, w gminie Ujsoły. Po polskiej stronie rejon przełęczy jest całkowicie porośnięty lasem, po słowackiej stoki w dolinie Vychylovki są bezleśne. Na przełęczy skrzyżowanie szlaków turystycznych

## Szlaki turystyczne
Soblówka – przełęcz Przysłop – Podrycerová (Słowacja)
 przełęcz Przysłop – bacówka PTTK na Rycerzowej – Soblówka
  słowacki szlak graniczny